# Liste der Biografien/Baun
Liste der Biografien |
Portal Biografien |
Personensuche
# |
A |
B |
C |
D |
E |
F |
G |
H |
I |
J |
K |
L |
M |
N |
O |
P |
Q |
R |
S |
T |
U |
V |
W |
X |
Y |
Z |
?
 
Ba |
Be |
Bd |
Bg |
Bh |
Bi |
Bj |
Bl |
Bm |
Bn |
Bo |
Br |
Bs |
Bu |
Bw |
By |
Bz
 
Baa |
Bab |
Bac |
Bad |
Bae |
Baf |
Bag |
Bah |
Bai |
Baj |
Bak |
Bal |
Bam |
Ban |
Bao |
Bap |
Baq |
Bar |
Bas |
Bat |
Bau |
Bav |
Baw |
Bax–Baz
 
Baub |
Bauc |
Baud |
Baue |
Bauf |
Baug |
Bauh |
Bauk |
Baul |
Baum |
Baun |
Baup |
Bauq |
Baur |
Baus |
Baut |
Bauv |
Bauw |
Baux |
Bauy |
Bauz
Die Liste der Biografien führt alle Personen auf, die in der deutschsprachigen Wikipedia einen Artikel haben. Dieses ist eine Teilliste mit 17 Einträgen von Personen, deren Namen mit den Buchstaben „Baun“ beginnt.

## Baun
- Baun, Albert (* 1836), deutscher Verwaltungsbeamter
- Baun, Aleta, indonesische Umweltschützerin und Bürgerrechtlerin
- Baun, Bobby (1936–2023), kanadischer Eishockeyspieler und -trainer
- Baun, Hermann (1897–1951), erster Leiter der Organisation Gehlen
- Baun, Kyle (* 1992), kanadischer Eishockeyspieler
- Baun, Marianne (* 1948), deutsche Politikerin (CDU), MdL
- Baun, Tine (* 1979), dänische Badmintonspielerin
- Baun, Zack (* 1996), US-amerikanischer American-Football-Spieler

### Bauna
- Baunach, Jakob († 1627), deutscher Kaufmann und älterer Bürgermeister von Würzburg
- Baunach, Katharina (* 1989), deutsche FußballspielerinKatharina Baunach (* 1989)

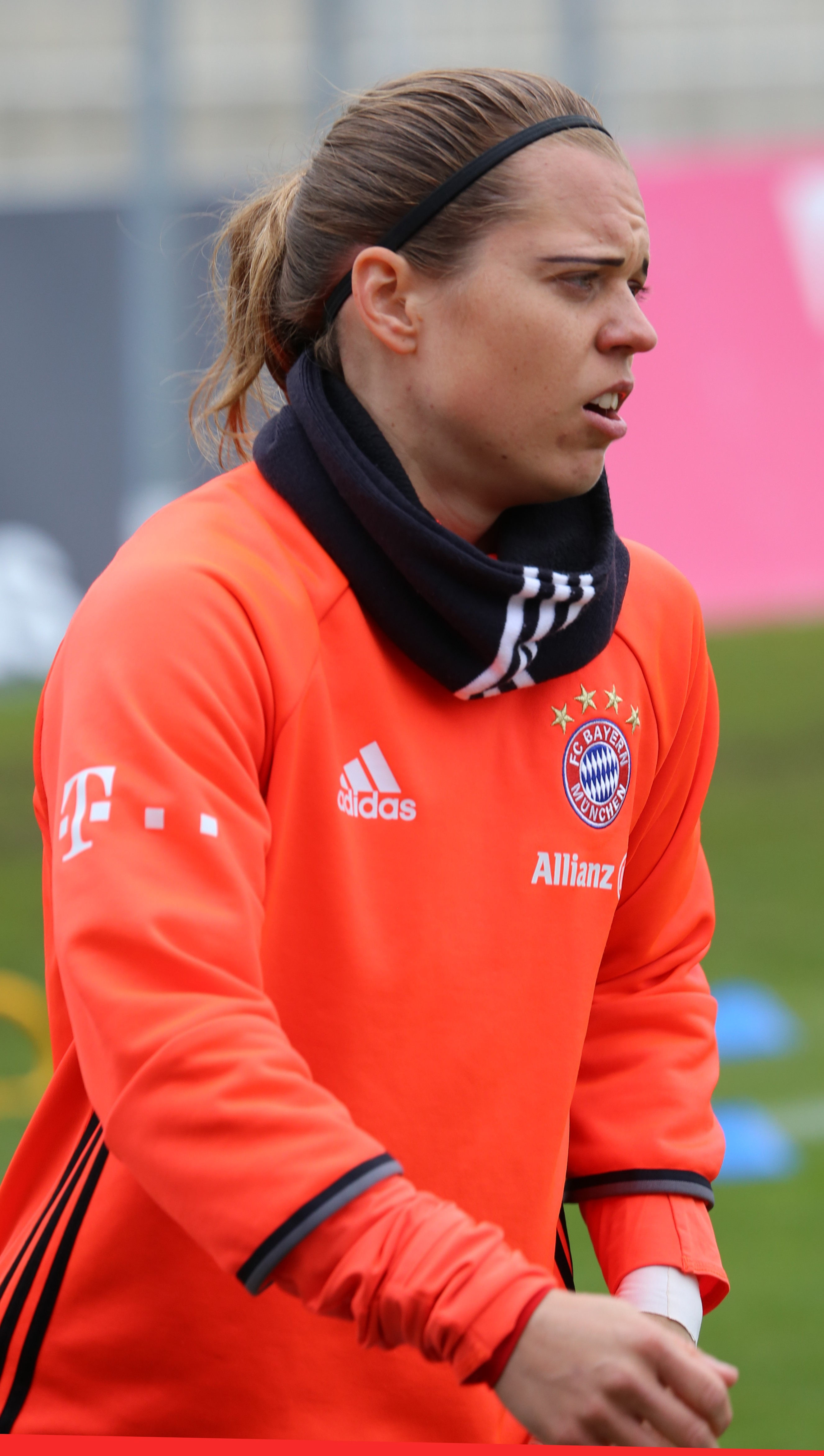
Katharina Baunach (* 1989)

- Baunach, Leo, deutscher Kommunalpolitiker
- Baunach, Norbert (1950–2021), deutscher Politiker (SPD), MdL
- Baunacke, Rick (* 1987), deutscher American-Football-Spieler

### Baune
- Bauner, Karl Eugen (* 1947), deutscher Jurist und ehemaliger Richter am Bundesgerichtshof

### Bauns
- Baunscheidt, Carl (1809–1873), deutscher Gewerbelehrer, Stellmacher, Mechaniker und Erfinder
- Baunsgaard, Hilmar (1920–1989), dänischer Ministerpräsident (Det Radikale Venstre"), Mitglied des Folketing
- Baunsøe, Niels Verner (1939–2012), dänischer Radrennfahrer